# Мађарска револуција 1956.
Мађарска револуција из 1956. године (мађ. 1956-os forradalom) био је спонтани револт против комунистичке владе Мађарске и њених наметнутих Совјетских патрона, која је трајала у периоду од 23. октобра до 10. новембра. У почетку без вође, то је била прва велика претња совјетској контроли откако је Црвена армија на крају Другог светског рата у Европи протерала нацистичку Немачку са своје територије.
Побуна је започела као студентски протест, који је привукао хиљаде док су марширали централном Будимпештом до зграде мађарског парламента, позивајући на улице комбијем са звучницима. Ухапшена је студентска делегација која је ушла у зграду радија, како би покушала да емитује захтеве ученика. Када су демонстранти напољу захтевали пуштање делегације, полиција државне безбедности, позната као ÁVH (скраћеница од Államvédelmi Hatóság, дословно „Државна управа за заштиту“), изнутра је пуцала на њих. Више ученика је убијено, а један је био умотан у заставу и држан изнад гомиле. Ово је био почетак следеће фазе револуције. Како су се вести шириле, неред и насиље су еруптирали широм престонице.
Побуна се брзо проширила и влада се срушила. Хиљаде су се организовале у милиције, борећи се против ÁVH и Совјетских трупа. Током побуне било је насилних инцидената; неки локални лидери и припадници ÁVH линчовани су или заробљени, док су бивши политички затвореници пуштени и наоружани. Радикални импровизовани раднички савети изузели су општинску контролу од владајуће Мађарске радничке народне странке (Magyar Dolgozók Pártja) и захтевали политичке промене. Нова влада Имре Нађа формално је распустила ÁVH, декларисала да намерава да се повуче из Варшавског пакта и обавезала се да ће поново успоставити слободне изборе. Крајем октобра борбе су готово престале, а дани нормалности почели су да се враћају. Неки радници наставили су да се боре супротстављајући се стаљинистичком режиму и појавама „буржоаских“ партија.
У почетку изгледајући отворен за преговоре о повлачењу совјетских снага, Политбиро се предомислио и кренуо да сруши револуцију. Дана 4. новембра велике совјетске снаге напале су Будимпешту и друге регионе земље. Отпор Мађарске наставио се до 10. новембра. У сукобу је убијено преко 2.500 Мађара и 700 совјетских војника, а 200.000 Мађара побегло је као избеглице. Масовна хапшења и прокази наставили су се месецима након тога. До јануара 1957. нова совјетски постављена влада сузбила је сву јавну опозицију. Ове совјетске акције, док су јачале контролу над Источним блоком, отуђиле су многе западне марксисте, што је довело до поделе и/или значајних губитака чланства за комунистичке партије у капиталистичким државама.
Дотадашњи премијер Имре Нађ са још неколико сарадника склонио се у југословенску амбасаду у Будимпешти, а за новог премијера постављен је Јанош Кадар. Упркос гаранција нових власти да неће прогонити политичке затворенике, Нађ је после напуштања амбасаде 22. новембра ухапшен и након монтираног процеса погубљен у јуну 1958.

## Увод
Током Другог светског рата, Мађарска је била чланица Сила Осовине, удружена са снагама нацистичке Немачке, фашистичке Италије, Румуније и Бугарске. Године 1941, Мађарска војска је учествовала је у окупацији Југославије и инвазији на Совјетски Савез. Црвена армија је успела да одбије мађарске и друге освајаче Осовине, и до 1944. напредовала је према Мађарској.
У страху од инвазије, мађарска влада започела је преговоре о примирју са савезницима. Они су окончани када је нацистичка Немачка напала и окупирала земљу и успоставила про-осовинску Владу националног јединства. Мађарске и немачке снаге стациониране у Мађарској су касније поражене када је Совјетски Савез напао земљу крајем 1944. године.

### Послератна окупација
Пред крај Другог светског рата, Совјетска војска је окупирала Мађарску, а земља је потпала под сферу утицаја Совјетског Савеза. Непосредно након Другог светског рата, Мађарска је била вишестраначка демократија, а избори 1945. године створили су коалициону владу под премијером Золтаном Тилдијем. Међутим, Мађарска комунистичка партија, марксистичко-лењинистичка група која је делила идеолошка уверења совјетске владе, непрестано је задобијала мале уступке у процесу названом тактика саламе, чиме је деградиран утицај изабране владе, упркос чињеници да је та група добила само 17% гласова.
Након избора 1945. године, портфељ Министарства унутрашњих послова, који је надгледао Мађарску полицију државне безбедности (Államvédelmi Hatóság, касније познат као ÁVH), пренет је од Независне партије малих власника на номиновану Комунистичку партију. ÁVH је користио методе застрашивања, фалсификованих оптужби, затвора и мучења да би сузбио политичку опозицију. Кратко раздобље вишестраначке демократије завршило се када се Комунистичка партија спојила са Социјалдемократском партијом и постала Мађарска радничка народна партија, која је поставила своје кандидате без опозиције 1949. Тада је проглашена Народна Република Мађарска.
Мађарска радничка народна партија кренула је у модификацију економије у социјализам предузимањем радикалне национализације засноване на совјетском моделу. Писци и новинари су први изрекли отворену критику владе и њене политике, објављујући критичне чланке 1955. године. До 22. октобра 1956, студенти Техничког универзитета оживели су забрањени студентски синдикат MEFESZ, и 23. октобра приредили демонстрације које су покренуле ланац догађаја који су директно водили до револуције.

### Историјске збирке
- 1956 Hungarian Revolution Collection of the Woodrow Wilson International Center for Scholars, Cold War International History Project, containing documents and other source materials relating to the 1956 Revolution.
- Institute of Revolutionary History, Hungary A Hungarian language site providing historical photos and documents, books and reviews, and links to English language sites.
- OSA Digital Archive Videos of the 1956 Hungarian Revolution
- Universal Pictures and Warner Pathé newsreels regarding the revolution
- "On this day 4 November 1956: Soviet troops overrun Hungary" (Accessed 12 October 2006) – BBC reports on the first day of the second Soviet intervention and the fall of the Nagy government.
- Hungarian Revolution of 1956 Archive at marxists.org
- Hungary '56 Andy Anderson's pamphlet, written in 1964 and originally published by Solidarity (UK), about events of the Hungarian uprising of 1956, focusing on Hungarian demands for economic and political self-management. (AK Press 2002,  0-934868-01-8)
- The short film Big Picture: Operation Mercy is available for free download at the Internet Archive
- The short film Hungarian Revolution Aftermath (1956) is available for free download at the Internet Archive
- The short film Hungarian Revolution (1956) is available for free download at the Internet Archive

### Други академски извори
- The 1956 Hungarian revolution and the Soviet bloc countries: reactions and repercussions (MEK)
- Hungary, 1956: Reviving the Debate over U.S. (In)action during the Revolution, published by the National Security Archive

### Играни филмови
- Freedom's Fury The 2005 documentary film depicting events surrounding the Hungarian–Soviet confrontation in the Olympic water polo tournament, now known as the "blood in the water match". Narrated by Mark Spitz, produced by Lucy Liu and Quentin Tarantino.
- Torn from the flag Documentary film 2007. The significant global effects of the Hungarian revolution of 1956.
- Freedom Dance Multi award-winning animated documentary produced by Steven Thomas Fischer and Craig Herron. The film retells the escape of Edward and Judy Hilbert from Communist Hungary during the Hungarian Revolution of 1956. The film is narrated by Golden Globe-winning actress Mariska Hargitay.
- The Unburied Man Drama film on the life of Imre Nagy.

### Комеморације
- The 1956 Portal A resource for Hungarian-American organizations to highlight and promote their 1956 Hungarian Revolution commemoration activities, including 1956 photos, videos, resources, and events across the United States.
- Freedom Fighter 56 Архивирано на веб-сајту  (29. септембар 2018) Personal stories of survival and escape from participants in the revolution
- 1956 Hungarian Memorial Oral History Project Multicultural Canada oral history collection of revolution refugees in Canada
- From the noon bell to the lads of Pest